# Marc Cucurella
Marc Cucurella Saseta (* 22. července 1998 Alella) je španělský profesionální fotbalista, který hraje jako levý obránce či záložník za anglický klub Chelsea FC a za španělský národní tým.

## Klubová kariéra

### FC Barcelona
Cucurella se narodil ve městě Alella v provincii Barcelona v Katalánsku v roce 2006 se připojil k mládeži barcelonského klubu RCD Espanyol, kde strávil 6 let. V roce 2012 se přesunul do katalánského velkoklubu FC Barcelona. 26. listopadu 2016 debutoval v rezervním týmu v domácím zápase proti CE L'Hospitalet v Segunda División B.
Dne 7. července 2017 podepsal smlouvu do roku 2021, jejíž součástí byla výkupní klausule stanovená na doložkou 12 milionů euro.
Cucurella debutoval v A-týmu 24. října 2017, když v 83. minutě pohárového utkání proti Realu Murcia vystřídal Lucase Digneho.

#### SD Eibar (hostování)
Dne 31. srpna 2018 odešel Cucurella na roční hostování s opcí, stanovenou na 2 miliony euro, do SD Eibar. V klubu debutoval 25. září, když odehrál celé utkání proti RCD Espanyol. Svůj první gól vstřelil 6. prosince, a to do sítě Sportingu Gijón při remíze 2:2 v Copa del Rey. První branku v La Lize vstřelil v posledním kole sezóny, a to při remíze 2:2 proti svému mateřskému klubu, Barceloně. Na konci sezóny využil Eibar opce na trvalý přestup; součástí přestupu však byla klausule na zpětný odkup, který by Barcelonu stál 4 milióny euro.

#### Getafe (hostování)
Dne 16. července 2019, pouhých šestnáct dnů po přestupu do Eibaru, aktivovala Barcelona klauzuli Cucurelly o zpětném odkupu, a o dva dny později jej pospala na další roční hostování, tentokráte do Getafe CF. Součástí hostování byla opět možnost trvalého odkupu za 6 milionů euro.
Cucurella v Getafe debutoval 18. srpna, když odehrál celé utkání prvního kola ligové sezóny proti Atléticu Madrid. V evropských soutěžích debutoval o měsíc později, když v 77. minutě zápasu základní skupiny Evropské ligy proti tureckému Trabzonsporu vystřídal Kenedyho. Cucurella nastoupil ještě do dalších 4 utkání základní skupiny, a pomohl klubu k postupu do vyřazovací fáze; odehrál také oba zápasy šestnáctifinále proti Ajaxu. Getafe po výsledcích 2:0 a 1:2 postoupilo do dalšího kola soutěže, to ale bylo kvůli pandemii covidu-19 posunuto o šest měsíců do července 2020. Cucurella odehrál celý zápas proti Interu Milán, nicméně porážce 0:2 zabránit nedokázal.

### Getafe
Dne 3. března 2020 uplatnilo Getafe opci na trvalý přestup ve výši 6 milionů euro. Cucurella se oficiálně stal hráčem klubu po konci hostování, tedy 30. června. V sezóně 2020/21 odehrál 37 z 38 ligových utkání a byl jedním z klíčových hráčů klubu, který skončil v tabulce na konečném 15. příčce s náskokem 4 bodů na sestupové pozice.

### Brighton & Hove Albion
Dne 31. srpna 2021 přestoupil Cucurella do anglického prvoligového klubu Brighton & Hove Albion za částku okolo 18 miliónů euro. V klubu podepsal pětiletou smlouvu. V dresu The Seagulls debutoval 11. září, když odehrál 82 minut venkovního zápasu proti Brentfordu ve čtvrtém kole sezóny. 7. května 2022 vstřelil svůj první gól za klub; při výhře 4:0 nad Manchesterem United využil zpětné přihrávky Leandra Trossarda. O tři dny později byl vyhlášen nejlepším hráčem Brightonu za sezónu 2021/22.

### Chelsea
Dne 5. srpna 2022 přestoupil Cucurella do londýnské Chelsea za částku okolo 55 milionů liber. V klubu podepsal šestiletou smlouvu.

## Reprezentační kariéra
Cucurella byl poprvé do španělské reprezentace povolán v listopadu 2020. Vzhledem k izolaci některých hráčů národního týmu po pozitivním testu Sergia Busquetse na covid-19 byla na přípravný zápas proti Litvě 8. června 2021 povolána španělská reprezentace do 21 let, včetně Marca Cucurelly. Cucurella se objevil v základní sestavě s kapitánskou páskou a při svém debutu v seniorské reprezentaci pomohl k výhře 4:0.
Dne 29. června 2021 byl Cucurella nominován manažerem Luisem de la Fuente do 22členného týmu na Letní olympijské hry 2020. Nastoupil do dvou zápasů základní skupiny proti Austrálii a Argentině. Nastoupil také do prodloužení čtvrtfinálového zápasu proti Pobřeží slonoviny a odehrál 105 minut semifinále proti Japonsku. Po dvou výhrách po prodloužení postoupili Španělé do finále turnaje proti Brazílii. Cucurella odehrál 90 minut základní hrací doby a po průběžném stavu 1:1 šel zápas do prodloužení; Cucurella byl vystřídán Juanem Mirandou a pouze z lavičky sledoval gól Brazilce Malcoma na konečných 1:2.

## Statistiky

### Klubové
K 23. říjnu 2021
| Klub                   | Sezóna  | Liga           | Liga   | Liga | Národní pohár | Národní pohár | Ligový pohár | Ligový pohár | Evropské poháry | Evropské poháry | Celkem | Celkem |
| Klub                   | Sezóna  | Liga           | Zápasy | Góly | Zápasy        | Góly          | Zápasy       | Góly         | Zápasy          | Góly            | Zápasy | Góly   |
| ---------------------- | ------- | -------------- | ------ | ---- | ------------- | ------------- | ------------ | ------------ | --------------- | --------------- | ------ | ------ |
| Barcelona              | 2017/18 | La Liga        | 0      | 0    | 1             | 0             | —            | —            | 0               | 0               | 1      | 0      |
| Eibar (host.)          | 2018/19 | La Liga        | 31     | 1    | 2             | 1             | —            | —            | 0               | 0               | 33     | 2      |
| Getafe (host.)         | 2019/20 | La Liga        | 37     | 1    | 1             | 0             | —            | —            | 7               | 0               | 45     | 1      |
| Getafe                 | 2020/21 | La Liga        | 37     | 3    | 2             | 0             | —            | —            | —               | —               | 39     | 3      |
| Getafe                 | 2021/22 | La Liga        | 1      | 0    | 0             | 0             | —            | —            | —               | —               | 1      | 0      |
| Getafe                 | Celkem  | Celkem         | 75     | 4    | 3             | 0             | —            | —            | 7               | 0               | 85     | 4      |
| Brighton & Hove Albion | 2021/22 | Premier League | 6      | 0    | 0             | 0             | 0            | 0            | —               | —               | 6      | 0      |
| Celkem                 | Celkem  | Celkem         | 160    | 6    | 6             | 1             | 0            | 0            | 7               | 0               | 179    | 7      |

### Reprezentační
K 8. červnu 2021
| Španělsko | Španělsko | Španělsko |
| Rok       | Zápasy    | Góly      |
| --------- | --------- | --------- |
| 2021      | 1         | 0         |
| Celkem    | 1         | 0         |

## Ocenění

### Klubová

#### FC Barcelona
- Copa del Rey: 2017/18

### Reprezentační

#### Španělsko U23
- Letní olympijské hry: 2020 (druhé místo)